# Чумляк
Чумля́к (рос. Чумляк) — село у складі Щучанського району Курганської області, Росія. Адміністративний центр Чумляцької сільської ради.
Населення — 968 осіб (2010, 1092 у 2002).
Національний склад станом на 2002 рік: росіяни — 96 %.